# 竜渓路駅
竜渓路駅（りょうけいろえき）は中華人民共和国上海市長寧区虹橋路に位置する10号線の駅であり、10号線本線と支線の分岐駅である。

## 歴史
- 2010年4月10日：開業[1]。

## 駅構造
単式ホーム1面1線と島式ホーム1面2線、合計2面3線のホームを持つ地下駅である。さらに、1番線と2番線の間には1本の留置線が設置されています。

### のりば
| 番線 | 路線     | 行先                   |
| ---- | -------- | ---------------------- |
| 1    | ■ 10号線 | 虹橋火車站・航中路方面 |
| 2    | ■ 10号線 | 基隆路方面             |
| 3    | ■ 10号線 | 基隆路方面             |

（出典：上海地下鉄:站层图）

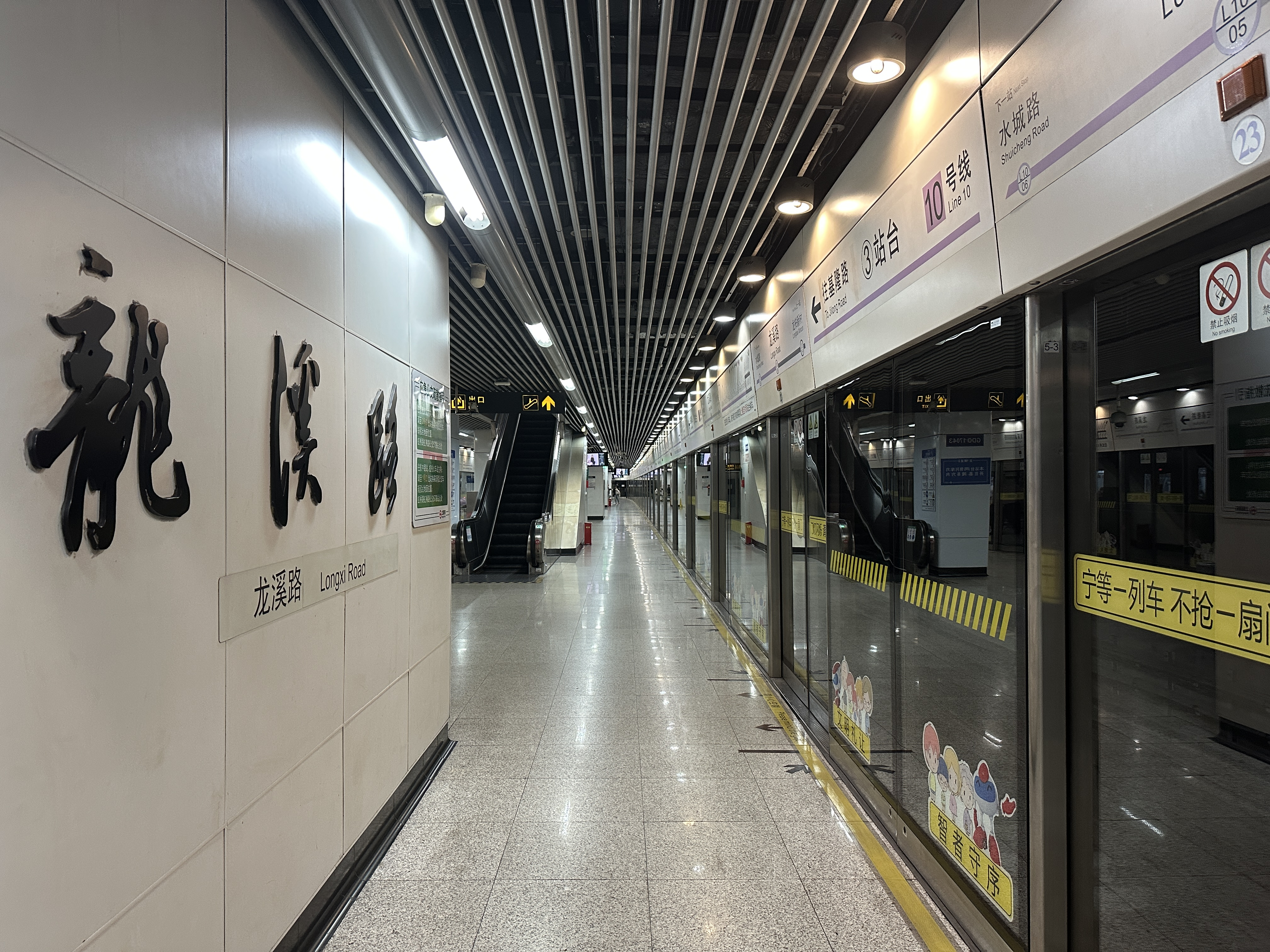
2・3番線ホーム
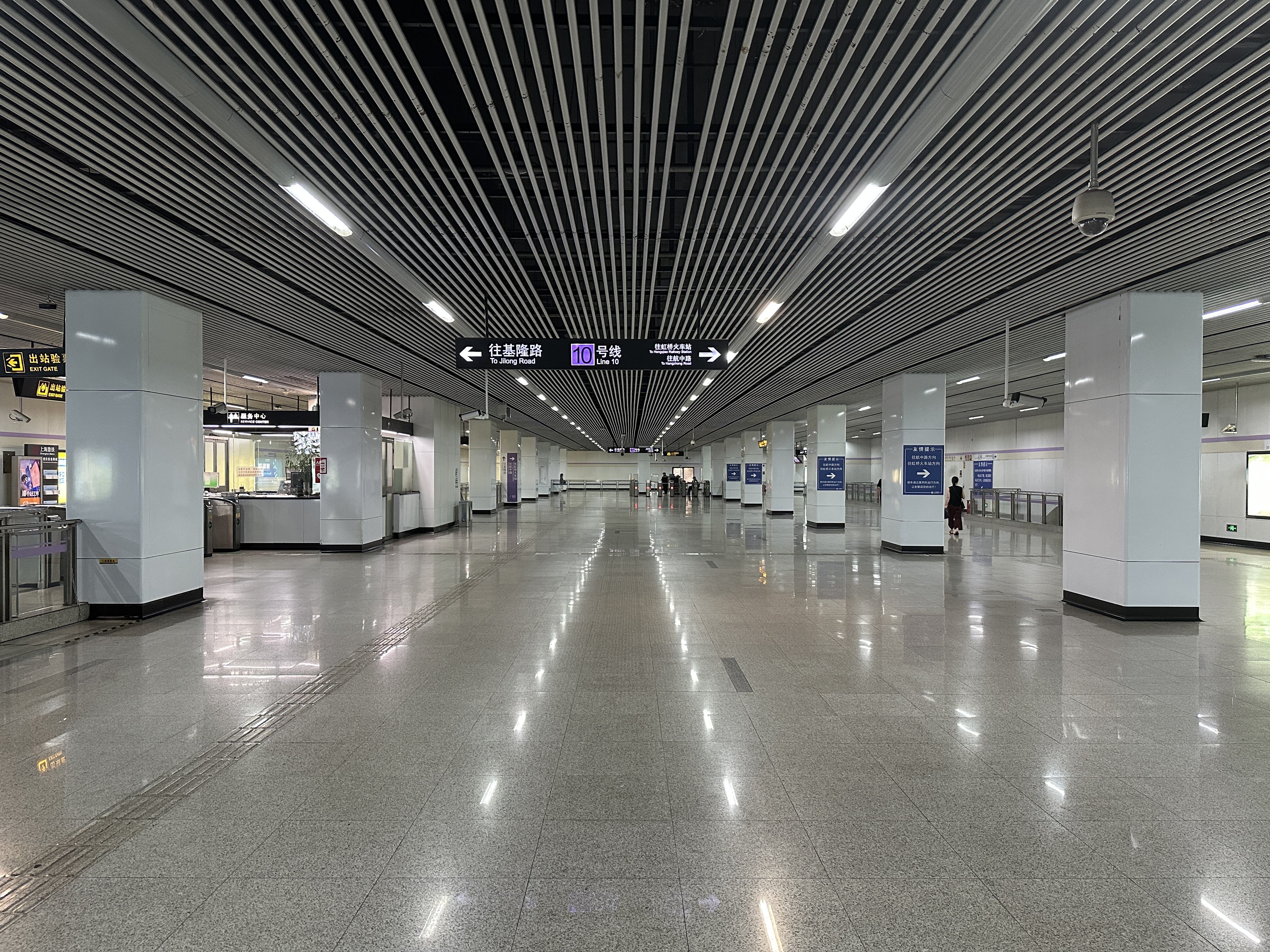
コンコース

## 駅周辺
- 明苑別墅
- 金虹別墅
- 置信花苑
- 包玉剛実験学校
- 虹橋商務別墅
- 虹梅公寓

## 隣の駅
上海軌道交通
■ 10号線（本線）
上海動物園駅 - 竜渓路駅 - 水城路駅
■ 10号線（支線）
竜柏新村駅 - 竜渓路駅